# Parroquia de San Pedro Apóstol (Tepotzotlán)
La Parroquia de San Pedro Apóstol es el templo católico adjunto al Museo Nacional del Virreinato del pueblo de Tepotzotlán, en el municipio de Tepotzotlán. Ha pertenecido desde siempre a la Diócesis de Cuautitlán, actualmente Diócesis de Izcalli, en el estado de México. Esta iglesia se encuentra en el centro del municipio, junto a la plaza Virreinal y la biblioteca municipal.
Este edificio ha sido catalogado como uno de los diez templos con arquitectura maravillosa dentro del estado de México.

## Historia
Construida inicialmente en 1525 por los franciscanos como una pequeña Ermita, años más tarde se construiría la estructura actual; la cual ya se encontraba en funciones hacia 1546.
Cuando los jesuitas llegaron a Tepotzotlán en 1580 les fue cedida la administración de la parroquia, la cual tuvo reparaciones en 1602 y fue remodelada en 1618 revistiéndola de retablos dorados; los cuales actualmente se encuentran en la parroquia de Santa Bárbara Tlacatecpan, en Cuautitlán Izcalli. Durante muchos años fue la iglesia principal del colegio jesuita antes de la construcción del templo de San Francisco Javier. Asimismo, esta era la iglesia del colegio de San Martín, de acuerdo a un plano elaborado en 1920 el espacio que actualmente ocupan las oficinas de la parroquia es donde debió haber estado el mismo, sin embargo lamentablemente la estructura actual es posterior al virreinato, lo cual indica que fue muy alterada o totalmente destruida en algún punto de 1767 y 1900.
Durante la colonia esta parroquia fungió como el templo de atención a los indígenas mientras que su templo vecino solamente servía a los españoles y criollos, práctica que comúnmente hacían los jesuitas.
Años después de la expulsión de los jesuitas, ya bajo la administración del clero secular el 18 de abril de 1829 se autoriza la remodelación del interior al estilo neoclásico, estilo que estuvo a la moda a lo largo del siglo XIX en México, siendo resultado la decoración que actualmente posee.
Para principios del siglo XX fue construida la capilla del señor del nicho.
Hacia 1958 se convirtió en la iglesia principal del pueblo debido al cierre del templo de San Francisco Javier; se desconocen las causas por las que la parroquia no pasó a ser parte formal del museo nacional del virreinato.